# Shuangfan
Shuangfan är en ö i Kina. Den ligger i provinsen Hainan, i den södra delen av landet, omkring 93 kilometer öster om provinshuvudstaden Haikou.